# Millstreet
Millstreet (en irlandés, Sráid an Mhuilinn) es un pueblo irlandés situado en el condado de Cork, provincia de Munster. Su población es de aproximadamente 1500 habitantes.
La localidad se encuentra a 57 kilómetros de Cork y está conectada a la capital del condado a través de la línea ferroviaria Mallow-Killarney-Tralee. A pesar de su reducido tamaño, ha albergado grandes eventos como el Festival de la Canción de Eurovisión 1993.

## Historia
Millstreet formó parte de la baronía Muskerry West hasta finales del siglo XIX. Con la aprobación de la ley de gobierno local de 1898, pasó a formar parte del condado de Cork, integrado en la provincia de Munster. En ese tiempo disponía tan solo de un bar y de una iglesia católica dedicada a San Patricio.
El pueblo vio impulsado su desarrollo con la apertura de la estación de ferrocarril el 16 de abril de 1853. Aunque la línea quedó cerrada al tráfico de mercancías en 1976, debido en parte al desarrollo del sistema de carreteras, la estación se ha mantenido abierta al tráfico de pasajeros y ha sido reformada en los años 1990.
Durante décadas, Millstreet fue conocida por su barracón militar y por su centro ecuestre, Green Glens Arena, que en el siglo XX fue reconvertido en una instalación multiusos. El acontecimiento más importante de la historia del pueblo fue la celebración del Festival de Eurovisión en 1993, luego de que el propietario y vecino local, Noel C. Duggan, ofreciese su recinto de forma gratuita a la televisión pública RTÉ. La inusual propuesta recibió el apoyo de autoridades locales y nacionales, así como de empresas de la región, y propició una reforma de la línea ferroviaria para recibir trenes más grandes.
Además, Green Glens ha albergado eventos como el campeonato del peso supermediano (WBO) de 1995, la Convención Europea de Malabarismo (2006 y 2014) y conciertos de The Prodigy, James Blunt y Westlife.
Millstreet está hermanada desde 1985 con Pommerit-le-Vicomte (Bretaña, Francia).